# Paula Ormaechea
Pour les articles homonymes, voir Ormaechea.
Paula Ormaechea, née le 28 septembre 1992 à Sunchales, est une joueuse de tennis argentine.

## Carrière professionnelle
En février 2013, elle atteint la finale du tournoi WTA de Bogota.
Dix ans plus tard, alors classée hors du Top 200, elle parvient en finale d'un tournoi WTA 125, toujours en Colombie, à Cali. Elle y bat pour y parvenir la Polonaise Weronika Falkowska (5-7, 6-0, 6-1), la tête de série numéro trois Aliona Bolsova (7-6, 6-3), l'Américaine Elvina Kalieva (7-5, 3-6, 6-3) et la tête de série numéro deux Laura Pigossi (7-5, 6-3). Elle est néanmoins vaincue par sa compatriote Nadia Podoroska en finale (4-6, 2-6).

## Palmarès

### Titre en simple dames
Aucun

### Finale en simple dames
| No | Date       | Nom et lieu du tournoi            | Catégorie | Dotation  | Surface      | Vainqueure      | Score    |          |
| -- | ---------- | --------------------------------- | --------- | --------- | ------------ | --------------- | -------- | -------- |
| 1  | 18-02-2013 | XXI Copa Claro Colsanitas, Bogota | Intern'l  | 235 000 $ | Terre (ext.) | Jelena Janković | 6-1, 6-2 | Parcours |

### Finale en simple en WTA 125
| No | Date       | Nom et lieu du tournoi | Catégorie | Dotation  | Surface      | Vainqueure      | Score    |          |
| -- | ---------- | ---------------------- | --------- | --------- | ------------ | --------------- | -------- | -------- |
| 1  | 30-01-2023 | Copa Oster, Cali       | WTA 125   | 115 000 $ | Terre (ext.) | Nadia Podoroska | 6-4, 6-2 | Parcours |

## Parcours en Grand Chelem

### En simple dames
| Année | Open d'Australie | Open d'Australie    | Internationaux de France | Internationaux de France | Wimbledon       | Wimbledon           | US Open         | US Open           |
| ----- | ---------------- | ------------------- | ------------------------ | ------------------------ | --------------- | ------------------- | --------------- | ----------------- |
| 2012  | 2e tour (1/32)   | Agnieszka Radwańska | 1er tour (1/64)          | Venus Williams           | Q1              | Ekaterina Bychkova  | Q3              | Alla Kudryavtseva |
| 2013  | Q1               | Lyudmyla Kichenok   | 3e tour (1/16)           | Bethanie Mattek          | Q2              | Casey Dellacqua     | 2e tour (1/32)  | Sabine Lisicki    |
| 2014  | 1er tour (1/64)  | Karin Knapp         | 3e tour (1/16)           | Maria Sharapova          | 1er tour (1/64) | Polona Hercog       | 1er tour (1/64) | Roberta Vinci     |
| 2015  | Q2               | Urszula Radwańska   | Q1                       | Zhang Kailin             | —               | —                   | —               | —                 |
|       |                  |                     |                          |                          |                 |                     |                 |                   |
| 2019  | Q2               | Nicole Gibbs        | —                        | —                        | Q1              | Beatriz Haddad Maia | Q1              | Varvara Flink     |
|       |                  |                     |                          |                          |                 |                     |                 |                   |
| 2021  | —                | —                   | —                        | —                        | —               | —                   | Q1              | Olga Danilović    |
| 2022  | Q1               | Simona Waltert      | Q1                       | Rebecca Marino           | Q1              | Jana Fett           | —               | —                 |
| 2023  | Q1               | Asia Muhammad       | Q1                       | Elsa Jacquemot           | Q1              | Viktória Hrunčáková | —               | —                 |
| 2024  | —                | —                   | Q1                       | Cristina Dinu            | —               | —                   | —               | —                 |
| 2025  | —                | —                   | —                        | —                        | —               | —                   | Q1              | Panna Udvardy     |

N.B. : à droite du résultat se trouve le nom de l'ultime adversaire.

### En double dames
| Année | Open d'Australie            | Open d'Australie    | Internationaux de France  | Internationaux de France | Wimbledon                   | Wimbledon                  | US Open                       | US Open                 |
| ----- | --------------------------- | ------------------- | ------------------------- | ------------------------ | --------------------------- | -------------------------- | ----------------------------- | ----------------------- |
| 2013  | -                           | -                   | -                         | -                        | 1er tour (1/32) M. Irigoyen | D. Hantuchová M. Kirilenko | 1er tour (1/32) Y. Meusburger | S. Kuznetsova S. Stosur |
| 2014  | 1er tour (1/32) E. Hrdinová | Hsieh S.-w. Peng S. | 1er tour (1/32) P. Hercog | A. Barty C. Dellacqua    | -                           | -                          | -                             | -                       |

Sous le résultat, la partenaire ; à droite, l’ultime équipe adverse.

## Parcours en «Premier Mandatory» et «Premier 5»
Découlant d'une réforme du circuit WTA inaugurée en 2009, les tournois WTA « Premier Mandatory » et « Premier 5 » constituent les catégories d'épreuves les plus prestigieuses, après les quatre levées du Grand Chelem.

### En simple dames
| Année |       |              |         |                           |                           |        |                             |       |             |       |  |                            |
| Doha  | Dubaï | Indian Wells | Miami   | Madrid                    | Rome                      | Canada | Cincinnati                  | Pékin |             | Tokyo |  |                            |
| Doha  | Dubaï | Indian Wells | Miami   | Madrid                    | Rome                      | Canada | Cincinnati                  | Pékin | Wuhan       |       |  |                            |
| Doha  | Dubaï | Indian Wells | Miami   | Madrid                    | Rome                      | Canada | Cincinnati                  | Pékin | Guadalajara |       |  |                            |
| 2013  |       |              | WTA 500 |                           |                           |        |                             |       |             |       |  | 1er tour (1/32) Kuznetsova |
| 2014  |       |              | WTA 500 | 1er tour (1/64) Zheng Jie | 2e tour (1/32) P. Kvitová |        | 2e tour (1/16) A. Radwańska |       |             |       |  |                            |

Sous le résultat, l’ultime adversaire.
1. 1 2   Les tournois de Doha et Dubaï alternent le statut de tournoi WTA 1000 (ex Premier 5) entre 2009 et 2023 : les trois premières éditions ont lieu à Dubaï, les trois suivantes à Doha, puis Dubaï accueille le tournoi de cette catégorie les années impaires et Dubaï les années paires. De 2011 à 2023, la ville qui n’accueille pas de WTA 1000 organise à la place un tournoi WTA 500 (ex Premier).
2. 1 2 3 4 5 6 7 8   L’ordre de déroulement des tournois a évolué depuis 2009 : Rome se dispute avant Madrid et Cincinnati avant Montréal/Toronto jusqu’en 2010, tandis que Tokyo (2009-2013)-Wuhan (2014-2019, 2024-)-Guadalajara (2022-2023) ont lieu avant Pékin jusqu’en 2023.

## Parcours en Fed Cup
| #                                                                        | Date       | Lieu          | Surface         | Gagnante(s)                    | Perdante(s)                    | Score               |          |
|                                                                          |            |               |                 |                                |                                |                     |          |
| 2009 - Barrage (groupe mondial I) - Argentine - Ukraine - 0 : 5          |            |               |                 |                                |                                |                     |          |
| 1                                                                        | 25/04/2009 | Mar del Plata | Terre (ext.)    | Mariya Koryttseva Olga Savchuk | María Irigoyen Paula Ormaechea | 6-2, 6-0            | Parcours |
|                                                                          |            |               |                 |                                |                                |                     |          |
| 2010 - 1er tour (groupe mondial II) - Estonie - Argentine - 4 : 1        |            |               |                 |                                |                                |                     |          |
| 2                                                                        | 06/02/2010 | Tallinn       | Dur (int.)      | Kaia Kanepi                    | Paula Ormaechea                | 6-1, 7-5            | Parcours |
| 2                                                                        | 06/02/2010 | Tallinn       | Dur (int.)      | Maret Ani                      | Paula Ormaechea                | 6-2, 6-3            | Parcours |
|                                                                          |            |               |                 |                                |                                |                     |          |
| 2010 - Barrage (groupe mondial II) - Canada - Argentine - 5 : 0          |            |               |                 |                                |                                |                     |          |
| 3                                                                        | 24/04/2010 | Montréal      | Moquette (int.) | Aleksandra Wozniak             | Paula Ormaechea                | 6-4, 6-2            | Parcours |
| 3                                                                        | 24/04/2010 | Montréal      | Moquette (int.) | Valérie Tétreault              | Paula Ormaechea                | 6-76, 6-1, 6-1      | Parcours |
|                                                                          |            |               |                 |                                |                                |                     |          |
| 2012 - Barrage (groupe mondial II) - Argentine - Chine - 4 : 1           |            |               |                 |                                |                                |                     |          |
| 4                                                                        | 21/04/2012 | Buenos Aires  | Terre (ext.)    | Paula Ormaechea                | Zhou Yi-Miao                   | 6-2, 6-2            | Parcours |
| 4                                                                        | 21/04/2012 | Buenos Aires  | Terre (ext.)    | Paula Ormaechea                | Wang Qiang                     | 6-4, 6-2            | Parcours |
|                                                                          |            |               |                 |                                |                                |                     |          |
| 2013 - 1er tour (groupe mondial II) - Argentine - Suède - 2 : 3          |            |               |                 |                                |                                |                     |          |
| 5                                                                        | 09/02/2013 | Buenos Aires  | Terre (ext.)    | Paula Ormaechea                | Johanna Larsson                | 6-3, 6-0            | Parcours |
| 5                                                                        | 09/02/2013 | Buenos Aires  | Terre (ext.)    | Sofia Arvidsson                | Paula Ormaechea                | 7-5, 6-76, 3-2, ab. | Parcours |
|                                                                          |            |               |                 |                                |                                |                     |          |
| 2013 - Barrage (groupe mondial II) - Argentine - Grande-Bretagne - 3 : 1 |            |               |                 |                                |                                |                     |          |
| 6                                                                        | 20/04/2013 | Buenos Aires  | Terre (ext.)    | Paula Ormaechea                | Johanna Konta                  | 6-3, 6-2            | Parcours |
| 6                                                                        | 20/04/2013 | Buenos Aires  | Terre (ext.)    | Paula Ormaechea                | Laura Robson                   | 6-4, 4-6, 6-2       | Parcours |
|                                                                          |            |               |                 |                                |                                |                     |          |
| 2014 - 1er tour (groupe mondial II) - Argentine - Japon - 3 : 1          |            |               |                 |                                |                                |                     |          |
| 7                                                                        | 08/02/2014 | Buenos Aires  | Terre (ext.)    | Paula Ormaechea                | Misaki Doi                     | 6-2, 3-6, 6-3       | Parcours |
| 7                                                                        | 08/02/2014 | Buenos Aires  | Terre (ext.)    | Paula Ormaechea                | Kurumi Nara                    | 6-3, 6-4            | Parcours |
| 7                                                                        | 08/02/2014 | Buenos Aires  | Terre (ext.)    | Shuko Aoyama Risa Ozaki        | María Irigoyen Paula Ormaechea | 6-0, 6-4            | Parcours |
|                                                                          |            |               |                 |                                |                                |                     |          |
| 2014 - Barrage (groupe mondial I) - Russie - Argentine - 4 : 0           |            |               |                 |                                |                                |                     |          |
| 8                                                                        | 19/04/2014 | Sotchi        | Terre (int.)    | Elena Vesnina                  | Paula Ormaechea                | 6-3, 6-3            | Parcours |
| 8                                                                        | 19/04/2014 | Sotchi        | Terre (int.)    | Ekaterina Makarova             | Paula Ormaechea                | 6-1, 6-2            | Parcours |
|                                                                          |            |               |                 |                                |                                |                     |          |
| 2015 - 1er tour (groupe mondial II) - Argentine - États-Unis - 1 : 4     |            |               |                 |                                |                                |                     |          |
| 9                                                                        | 07/02/2015 | Buenos Aires  | Terre (ext.)    | Venus Williams                 | Paula Ormaechea                | 6-3, 6-2            | Parcours |
| 9                                                                        | 07/02/2015 | Buenos Aires  | Terre (ext.)    | Paula Ormaechea                | Coco Vandeweghe                | 6-4, 6-4            | Parcours |
|                                                                          |            |               |                 |                                |                                |                     |          |
| 2015 - Barrage (groupe mondial II) - Argentine - Espagne - 0 : 4         |            |               |                 |                                |                                |                     |          |
| 10                                                                       | 18/04/2015 | Buenos Aires  | Terre (ext.)    | Sara Sorribes Tormo            | Paula Ormaechea                | 4-6, 7-62, 6-1      | Parcours |
| 10                                                                       | 18/04/2015 | Buenos Aires  | Terre (ext.)    | Lara Arruabarrena              | Paula Ormaechea                | 6-1, 4-6, 9-7       | Parcours |

## Classements WTA en fin de saison
| Année          | 2008 | 2009 | 2010 | 2011 | 2012 | 2013 | 2014 | 2015 | 2016 | 2017 | 2018 | 2019 | 2020 | 2021 | 2022 | 2023 | 2024 |
| Rang en simple | 890  | 797  | 289  | 187  | 136  | 63   | 126  | 258  | 429  | 664  | 264  | 218  | 279  | 213  | 184  | 310  | 788  |
| Rang en double | 758  | 1012 | 411  | 268  | 429  | 241  | 319  | 321  | 524  | 595  | 339  | 353  | 315  | 338  | 694  | –    | –    |

Source : (en) Classements de Paula Ormaechea sur le site officiel de la Fédération internationale de tennis